# Kabinett Ribot IV

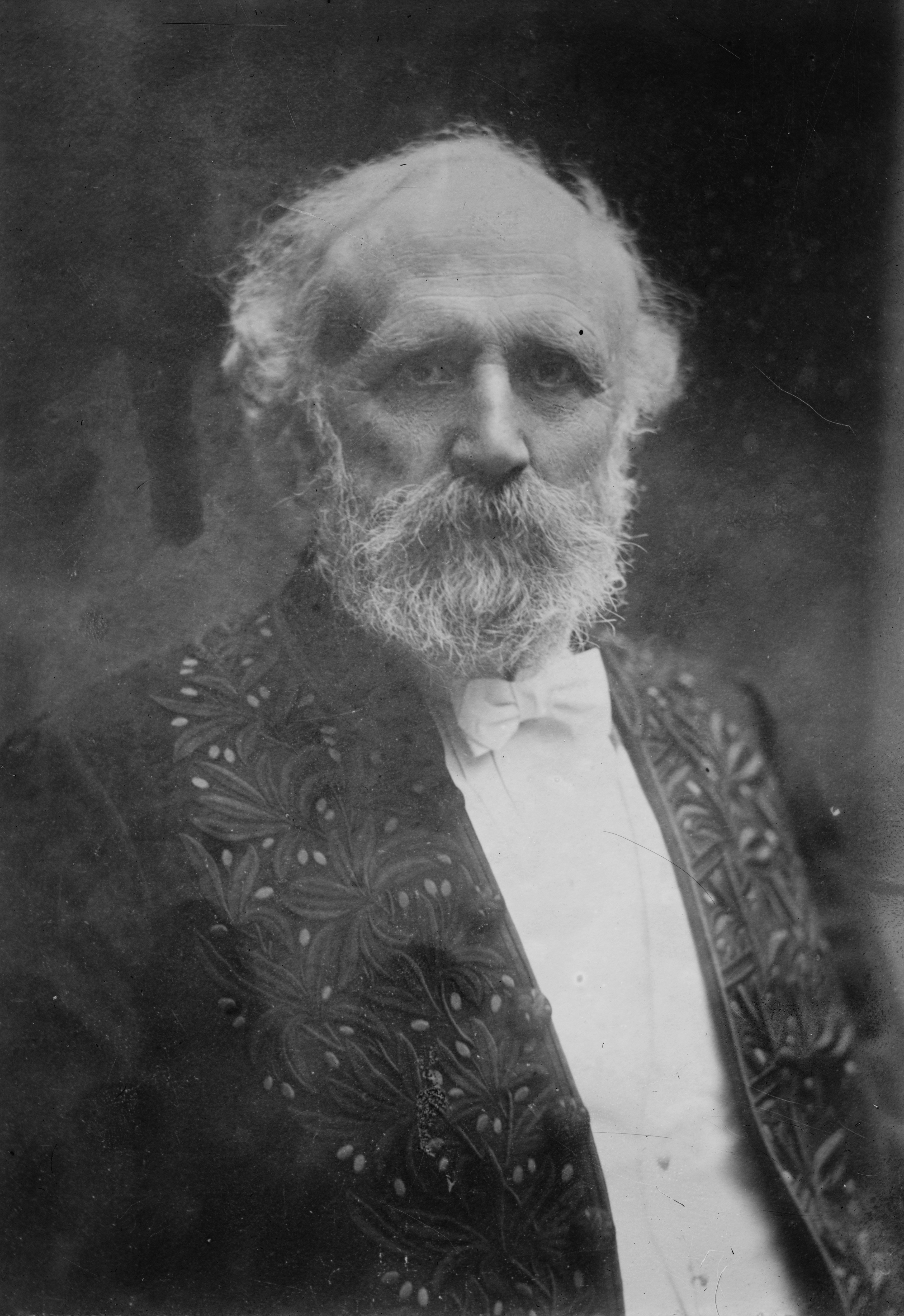
Alexandre Ribot (1914)

Das vierte Kabinett Ribot war eine Regierung der Dritten Französischen Republik. Es wurde am 9. Juni 1914 von Premierminister (Président du Conseil) Alexandre Ribot gebildet und löste das Kabinett Doumergue I ab. Es blieb bis zum 12. Juni 1914 im Amt und wurde vom Kabinett Viviani I abgelöst.
Dem Kabinett gehörten Minister folgender Parteien an: Radicaux indépendants (RI), Parti républicain, radical et radical-socialiste (PRRRS), Parti républicain démocratique (PRD) und Fédération républicaine (FR).

## Kabinett
Dem Kabinett gehörten folgende Minister an:
- Premierminister: Alexandre Ribot (FR)
- Justizminister: Alexandre Ribot
- Außenminister: Léon Bourgeois (PRRRS)
- Kriegsminister: Théophile Delcassé (RI)
- Minister für öffentlichen Unterricht und Kunst: Arthur Dessoye[1] (PRD)
- Minister des Inneren: Paul Peytral (PRRRS)
- Minister für Marine: Émile Chautemps[2] (PRRRS)
- Landwirtschaftsminister: Adrien Dariac[3] (PRD)
- Finanzen: Étienne Clémentel (PRRRS)
- Minister für öffentliche Arbeiten: Jean Dupuy (PRD)
- Minister für Handel, Industrie, Post und Telegraphie: Marc Réville[4] (RI)
- Minister für die Kolonien: Maurice Maunoury (RI)
- Minister für Arbeit und Sozialfürsorge: Jean-Baptiste Abel (PRD)

### Unterstaatssekretäre
Dem Kabinett gehörten folgende Sous-secrétaires d’État an:
- Kriegsministerium: Alfred Margaine (PRRRS)
- Innenministerium: Joseph Le Cherpy[5] (PRD)
- Marineministerium: Charles Guernier[6] (PRD)

## Historische Einordnung
Das Kurzzeit-Kabinett wurde am selben Tag gestürzt, als es sich der Abgeordnetenkammer vorstellte.